# Zhemgang
Zhemgang sau Shemgang este un oraș situat în partea centrală a Bhutanului. Este reședința districtului Zhemgang. La recensământul din 2005 înregistra o populație de 2.332 locuitori.